# تاو مار باریک
تاو مار باریک یک ستاره است که در صورت فلکی مار باریک قرار دارد.